# NGC 4434
NGC 4434 je eliptična galaktika u zviježđu Djevici.

## Vanjske poveznice
- (engl.) SEDS: NGC 4434
- (engl.) Revidirani Novi opći katalog
- (engl.) Izvangalaktička baza podataka NASA-e i IPAC-a
- (engl.) Astronomska baza podataka SIMBAD
- (engl.) VizieR